# カレントアウェアネス
カレントアウェアネスサービス（英: Current Awareness Service）とは、図書館その他の情報機関が利用者に対して最新情報を定期的に提供するサービスのことである。

## 概要
図書館学におけるカレントアウェアネスサービスとは、利用者の希望する特定の主題について、図書館側から積極的に、最新の文献情報を速報の形で提供するものである。同じ情報提供サービスのレファレンスサービスと比べると、レファレンスサービスにおいてはまず利用者の質問を受け、それに適した資料を提供するという受動的なサービスである。対してカレントアウェアネスサービスは、個別の利用者の要求を予め把握しておき、それに応じて最新の文献情報を提供しようとする能動的なサービスと言える。

## 語意
「知っている」「気が付いている」という意味の『Awareness』（形容詞awareの名詞形）と、「現在流行している」「流通している」という意味の『Current』を組み合わせた用語で、新しい情報に気づいており、また遅れずに情報を収集するという意思を持ったサービスのことを指している。

## サービスの一例
現在の図書館において行われているカレントアウェアネスサービスの一例は以下のとおりである。

### コンテンツシートサービス
利用者の求めに応じて必要なタイトルの新刊が到着するたびに目次をコピーして送付するサービス
特定の主題分野の雑誌の目次をコピーして編集し、目次速報誌の形で提供したり、利用者の要求に応じて必要なタイトルの新刊が到着するたびに目次を配信したりすること。

### SDI（Selective Dissemination of Information）
要求に応じて、特定主題に関するカレントな情報を検索して、定期的に提供する情報サービス。選択的情報提供と訳される。